# Antonio Meucci (film, 1940)
Pour plus de détails, voir Fiche technique et Distribution.
Antonio Meucci est un film italien réalisé par Enrico Guazzoni, sorti en 1940.

## Fiche technique
- Titre : Antonio Meucci
- Réalisation : Enrico Guazzoni
- Scénario : Guido Cantini, Lucio D'Ambra, Alberto Spaini et Nando Vitali
- Photographie : Fernando Risi
- Montage : Pietro Benedetti
- Musique : Ezio Carabella
- Pays d'origine : Royaume d'Italie
- Format : Noir et blanc - Mono
- Genre : biographie
- Date de sortie : 1940

## Distribution
- Luigi Pavese : Antonio Meucci
- Leda Gloria : Ester Meucci
- Nerio Bernardi : Alexander Graham Bell
- Greta Gonda : Consuelo Ispahan
- Osvaldo Valenti : Giuseppe Garibaldi
- Armando Migliari : Elisha Gray
- Rubi D'Alma : Liliana Montes
- Emilio Petacci : Sam Cloton
- Aristide Garbini : Fleming
- Nino Marchesini : le président du tribunal
- Gildo Bocci